# Resolució 723 del Consell de Seguretat de les Nacions Unides
La Resolució 723 del Consell de Seguretat de les Nacions Unides, adoptada per unanimitat el 12 de desembre de 1991, va assenyalar un informe del Secretari General de les Nacions Unides que, a causa de les circumstàncies actuals, la presència de la Força de les Nacions Unides pel Manteniment de la Pau a Xipre (UNFICYP) continuaria sent essencial per a un acord pacífic. El Consell va demanar al Secretari General que tornés a informar abans del 31 de maig de 1992 per seguir l'aplicació de la resolució.
El Consell va reafirmar les seves resolucions anteriors, inclosa la Resolució 365 (1974), va expressar la seva preocupació per la situació, va instar les parts implicades a treballar junts per la pau i una vegada més va estendre l'estacionament de la Força a Xipre, establerta a la Resolució 186 (1964), fins al 15 de juny de 1992.
Segons els representants d'Àustria i el Canadà, es va assenyalar que la Resolució 698 (1991) exigia noves mesures per posar la Força en una "base financera segura", tanmateix per l'adopció de la resolució actual no s'havia establert cap pla d'aquest tipus. Atès que els membres permanents del Consell es van oposar a l'ús de contribucions avaluades de la missió de manteniment de la pau, el Consell no va complir el seu compromís amb la resolució 698.